# Apple II

Equip Apple II al Musée Bolo de Lausana.

La família d'ordinadors Apple II va ser la primera sèrie de microordinadors fabricada per Apple Computer, cap al final dels anys 1970 fins a la meitat dels 1980. Els Apple II es basaven en una arquitectura de 8-bits la CPU 6502. Era completament diferent dels posteriors models Macintosh d'Apple, el seu creador va ésser Steve Wozniak, junt amb Steve Jobs.
Abans de fabricar l'Apple II, havia existit l'Apple I, que era un ordinador que es venia en forma de placa de circuit imprès amb uns 30 xips, a la que s'havia d'afegir una font d'alimentació i altres components. No se'n van fabricar grans quantitats, però ja incorporava algunes de les característiques que van fer que l'Apple II fos un èxit: la combinació d'un teclat a un microprocessador i a un monitor.
L'Apple II va ser el primer microordinador produït a gran escala. Va ser molt popular entre els usuaris domèstics, però també, a menor escala, va ser venut també a usuaris de negocis, per a aplicacions empresarials. Això va ser possible mercès a la introducció del primer full de càlcul per ordinador, que s'anomenà VisiCalc. Després del llançament del VisiCalc, les vendes de l'Apple II es van disparar de forma exponencial, ja que durant 2 anys es va vendre exclusivament per a l'Apple II.
Es va dissenyar al voltant del microprocessador 6502, de la casa Mos Technology, que funcionava a una velocitat d'1 MHz. La memòria d'accés aleatori era de 4 KB, i l'emmagatzematge de dades permanent es feia per mitjà d'una gravadora de cassets (externa). L'ordinador es venia amb un llenguatge de programació incorporat, anomenat Integer BASIC, que es trobava a la ROM de l'ordinador. La pantalla de l'ordinador mostrava text en format de 40 columnes x 24 línies.
Els Apple II van vendre's fins a finals dels anys 80. El darrer model, l'Apple IIc Plus, va sortir al mercat el 1988. Llavors, la línia de productes Macintosh va eclipsar-los completament.
El seu antecessor va ser l'Apple I, una màquina construïda a mà i venuda als aficionats. Mai va ser produït en gran quantitat, però va iniciar moltes de les característiques que farien l'Apple II un èxit. Igual que l'Apple II, l'Apple I va ser dissenyat per Steve Wozniak.

## Disseny

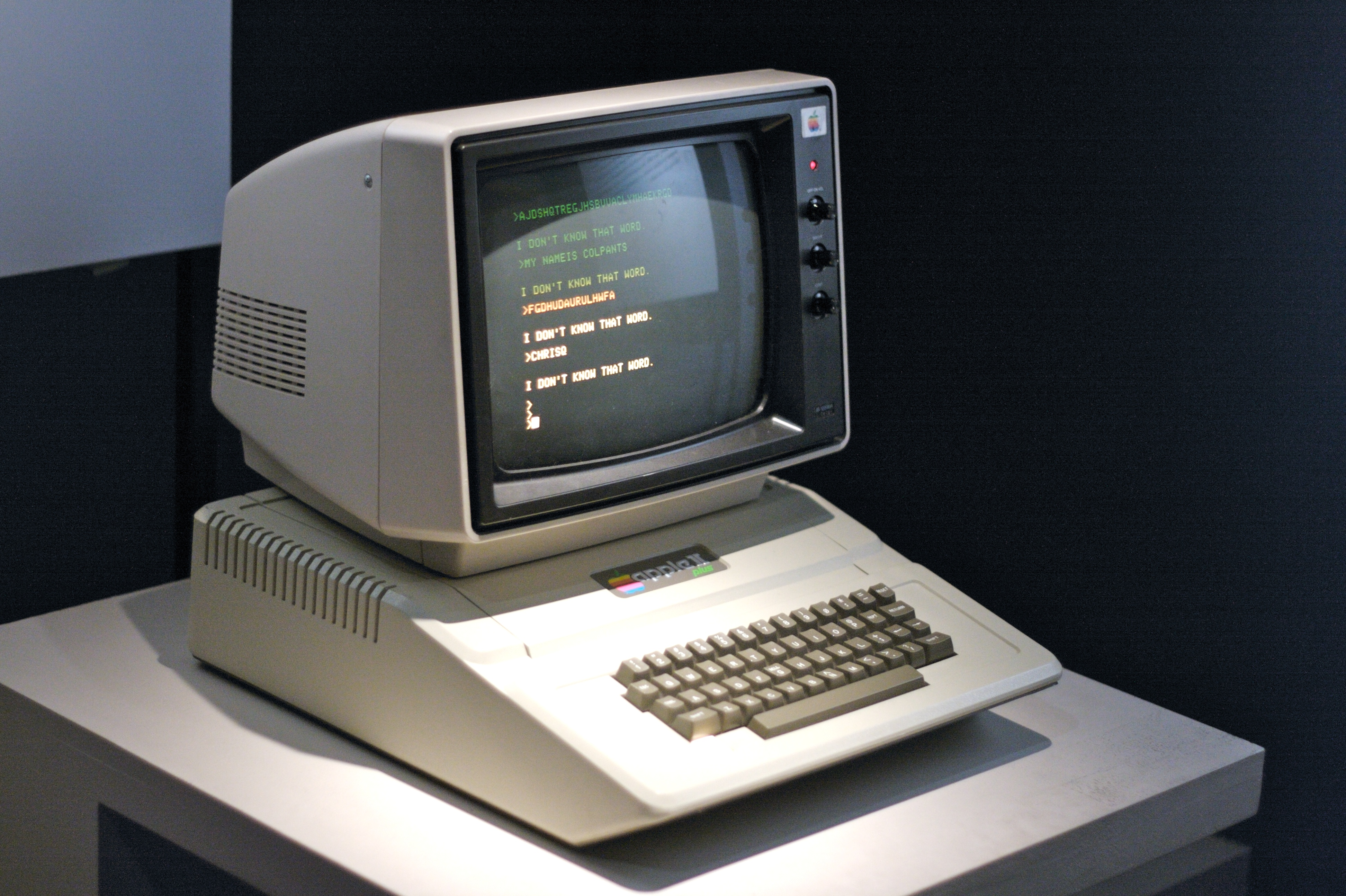
Apple II. (Museum Of The Moving Image, Nova York). L'Apple II va ser un dels ordinadors personals més populars dels 1980. Venia amb un teclat QWERTY integrat, comú en els primers ordinadors personals, però no gaire habitual avui dia.

A diferència de qualsevol altre ordinador anterior, l'Apple II s'assemblava més a un electrodomèstic que a un equip electrònic. Era un ordinador que no desentonava a la llar, a l'oficina o la sala de classe. La seva tapa era fàcil de treure de la carcassa de plàstic beix, permetent accedir a l'interior de la màquina, incloent la placa base amb vuit slots d'expansió, i fins a 48 Kilobytes de memòria d'accés aleatori (RAM).
L'Apple II tenia color i gràfics d'alta resolució, capacitat de so i el llenguatge de programació Basic, inicialment Integer, després Applesoft. Comparat amb microordinadors anteriors, aquestes característiques estaven ben documentades i eren de fàcil aprenentatge. L'Apple II va despertar el començament de la revolució de l'ordinador personal, ja que el seu mercat objectiu era les masses en comptes de només enginyers i aficionats.

## Família de computadors Apple II

### Apple II original
Les primeres computadores Apple II van estar a la venda el 5 de juny de 1977, basades en un microprocessador 6502 de MOS Technology funcionant a 1 MHz, amb 4 kilobytes de RAM, 12 KB de memòria ROM amb el llenguatge de programació Integer BASIC, i una interfície per a gravadors de cassets d'àudio. El controlador de vídeo mostrava a la pantalla 24 línies per 40 columnes de text només en majúscules, amb sortida de vídeo compost NTSC per mostrés en un monitor, o en un aparell de televisió per mitjà d'un modulador de RF. Per part de tercers, eren targetes d'expansió que mostraven 80 columnes i suportaven minúscules. Els usuaris podien guardar i recuperar programes i dades en cassets d'àudio. Altres llenguatges de programació, jocs, aplicacions i altres programaris estaven també disponibles a cassets.
Més endavant es va comercialitzar el Disk II, una unitat de disquet de 5 ¼ polzades externa, juntament amb la targeta controladora que es connecta en un slot d'expansió (ranura) de l'ordinador (generalment el slot # 6). Això va permetre l'emmagatzematge i posterior recuperació de les dades de forma molt més eficient i ràpida. Aquesta interfície de control de disc, creada per Steve Wozniak, encara es considera com una meravella de disseny d'enginyeria. La targeta controladora tenia molt poc suport de maquinari, encarregant el programari de proporcionar la codificació necessària. El controlador també va usar una forma de codificació GCR (Group Code Recording o Gravació de Codis per Grupo), que era més simple i més fàcil d'implementar en programari que el més comunament utilitzat Modified Frequency Modulation (MFM). Això va reduir significativament el cost total, deixant el preu total del sistema prou baix per als usuaris casolans. També va fer fàcil que desenvolupadors de programari propietari poguessin desenvolupar formes de protecció per als seus programes, al poder utilitzar trucs com canviar el format de baix nivell dels sectors o fins i tot movent el capçal de la unitat entre les pistes. No obstant això, altres grups van vendre programari com Copy II Plus i Locksmith que podien eliminar aquestes restriccions.
El disseny obert de Wozniak i les múltiples ranures d'expansió de l'Apple permetre una extensa varietat de dispositius de tercers que ampliaven les capacitats de la màquina. Controladors de port sèrie, controladors millorats de vídeo, targetes de memòria, discs durs, i components de xarxa estaven disponibles per aquest sistema en aquests dies. Hi havia també targetes d'emuladors, com ara la targeta Z80 que va permetre que l'Apple utilitzés el processador Z80 de Zilog i córrer una multiplicitat de programes desenvolupats sota el sistema operatiu CP/M tal com la base de dades dBase II i el programa de processament de paraules WordStar. També hi havia una targeta 6809, fabricada per tercers, amb la qual es podia córrer l'OS-9 Level One La targeta de so Mockingboard va millorar moltíssim les capacitats àudio de l'Apple. Fins i tot es van fabricar les trucades  targetes acceleradores , que duplicaven o quadruplicava la velocitat de l'ordinador.
Menció a part mereix una família de targetes que en realitat eren un PC en targeta, algunes amb memòria pròpia, les primeres usant la de l'equip amfitrió. Utilitzaven el sistema de vídeo i teclat de l'Apple com una emulació del PC, igual que diverses targetes. Podien fer servir les unitats de disc presents (amb el que problemes de format si no eren Unidisk), i crear una partició de disc dur des del qual executar MS-DOS. Els processadors anaven del Intel 8086 al Intel 80386, i hi ha una versió específica per als Apple II GS.

### Apple II Plus
En 1979 apareix l'Apple II Plus, que va incloure el llenguatge de programació Applesoft BASIC En ROM, escrit per Microsoft, i que prèviament estava disponible com una millora. El Applesoft BASIC va afegir suport per l'aritmètica de coma flotant però va sacrificar la velocitat de maneig de nombres enters en el procés. L'Apple II Plus tenia entre 16 i 48 KB de RAM, ampliable a 64 KB a través d'un "language card" (targeta de llenguatge) que permetia als usuaris canviar ràpidament entre els dialectes BASIC "INT" (Integer) i "FP" (Applesoft), però destruint en el procés qualsevol programa que no s'hagi desat. L'addició de l' language card  també va permetre l'ús dels compiladors UCSD Pascal i FORTRAN 77 llançats per l'Apple en aquesta època.

### Apple IIe

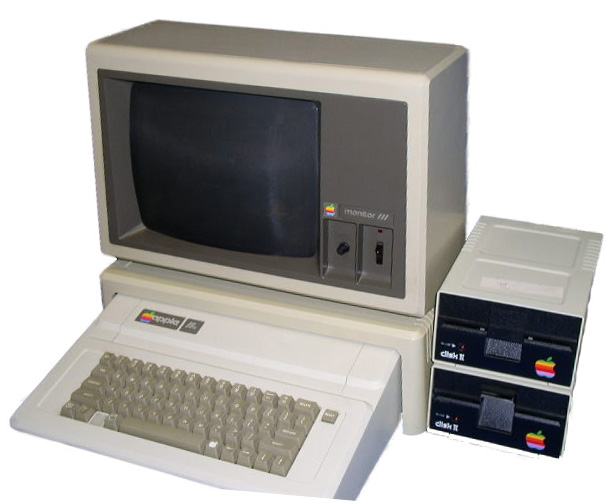
L'Apple IIe

El 1982 es comercialitza l'Apple IIe, una versió de cost reduït que va utilitzar xips més nous per a reduir la quantitat total de components i costos. També mostrava per pantalla lletres majúscules i minúscules i tenia 64 KB de RAM ampliables a 128 KB. El IIe podia també mostrar text en alta resolució amb una targeta plugin de 80 columnes. El IIe va ser probablement l'Apple II més popular i era considerat àmpliament com el "cavall de treball" de la línia.

### Apple IIc

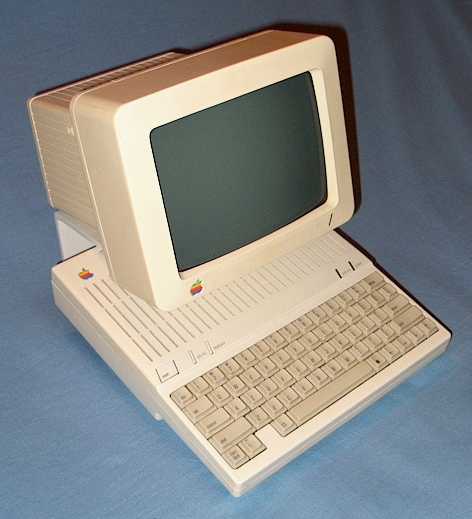
L'Apple IIc

Apple va llançar l'Apple IIc  el maig de 1984, comercialitzant com el primer Apple II portàtil. Va utilitzar la versió millorada del processador MOS 6502 en tecnologia CMOS: 65C02 i va oferir suport incorporat per als controladors de discos, mòdem, impressora, i una exhibició de 80 columnes de text que requeria targetes venudes per separat en models anteriors. No obstant això, a causa del seu disseny compacte, l'Apple IIc tenia una limitada capacitat d'expansió. Abans de ser comercialitzat, l'Apple IIc tenia en certs documents interns el nom codi "Lolly".

### Enhanced Apple IIe
Poc després introduir l'Apple IIc, Apple va produir Apple IIe Enhanced (Apple IIe Millorat) que va utilitzar el processador 65C02. Una versió final del IIe, coneguda com l'Apple IIe Platinum , va ser introduïda després. Va afegir un teclat numèric, suport intern per a 80 columnes i utilitzar una carcassa de diferent color a les versions anteriors del IIe.

### Apple IIGS

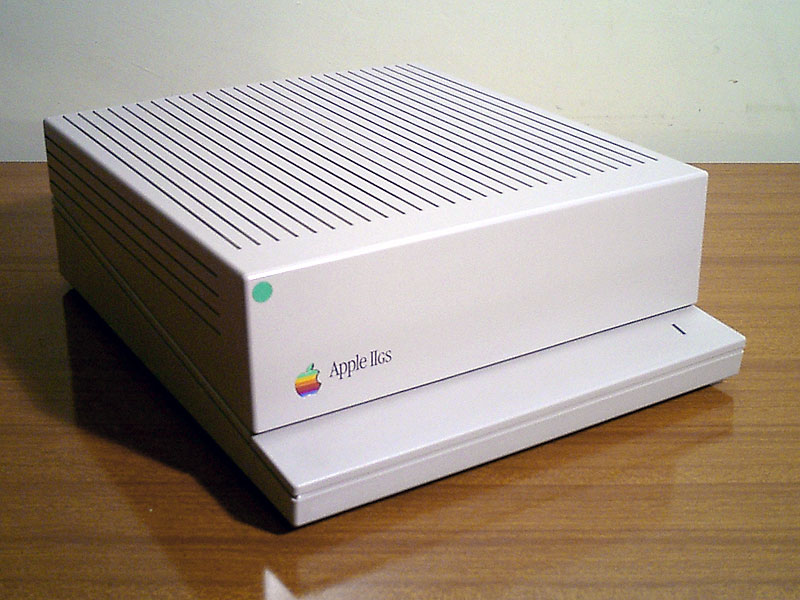
L'Apple II

El següent i el més poderós membre de la línia va ser l'ordinador d'Apple II GS, llançada a 1986. El II GS va oferir un processador 65C816 de 2.8 MHz amb registres de 16 bit si adreçament de 24 bits. Tenia més memòria, millor color, més perifèrics (entre les ranures a la targeta estil IIe i controladors en la targeta estil IIc), i una interfície gràfica d'usuari derivada del Mac OS. Una versió millorada, el  II GS ROM 03 , va ser introduïda després el 1989, amb més memòria incorporada i moltes altres millores.

### Apple IIc Plus

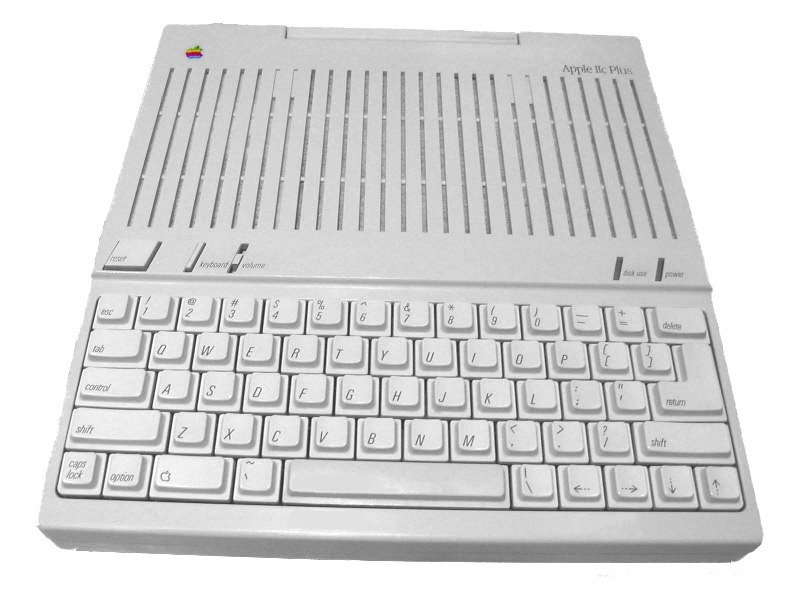
L'Apple IIc Plus

L'Apple IIc Plus, introduït a 1988, va ser l'últim model de la saga Apple II. Era de la mateixa mida que el IIc al que va substituir, però la unitat de disquet de 5 ¼ va ser reemplaçada per una unitat de 3 ½. La font d'alimentació va ser posada dins de l'ordinador, a diferència del IIc que portava un transformador a l'exterior. Tenia un ràpid processador 65C02 de 4 MHz. Aquest processador va fer al IIc Plus el més ràpid Apple II sortit de fàbrica, encara que els dispositius acceleradors per als models previs sovint excedien aquesta velocitat. El IIe i el IIc podien anar, amb l'accelerador de RocketChip, fins a 10 MHz, mentre que el ZipGS podria portar al II GS a 12 MHz o més.

### Apple IIe Card
En 1990 fou comercialitzada l'Apple IIe Card (targeta Apple IIe), una targeta d'expansió per a la línia Apple Macintosh de les computadores Macintosh. La targeta era essencialment un miniaturitzat i completament ampliat Apple IIe. Això va permetre al Macintosh córrer el programari de 8 bits de l'Apple II sense cap conflicte, ajudant d'aquesta manera a la mort de la línia de l'Apple II.

### Altres targetes per perifèrics
Durant els anys 80 moltes companyies van proporcionar a la família d'Apple II targetes per perifèrics que van afegir funcionalitat gràcies al disseny de slot de Steve Wozniak. Una de les companyies va ser Applied Engineering. Dues de les targetes més populars i exitoses van ser RamWorks (i les seves successores RamWorks II i RamWorks III) i TransWarp. La targeta RamWorks III reemplaçava la targeta de memòria auxiliar de l'Apple IIe i amb la targeta filla apropiada podia arribar a 3 MB de memòria RAM. La targeta TransWarp era acceleradora, podia portar la velocitat de l'Apple II del seu1 MHznatiu a3/6 MHzamb el TransWarp i8 MHzamb el TransWarp II. Applied Engineering també va desenvolupar i va vendre unitats de discs de 3 ½ polzades de 1.44 MB, una millora sobre l'original d'Apple de 800 kB, encara que Apple eventualment va llançar la seva pròpia unitat de 1.44 MB (anomenat SuperDrive) a l'Apple IIe i II GS. Va ser un dels últims productes d'Apple II llançat per Apple, i va ser cancel·lat poc després, juntament amb tota la línia d'Apple II.
Una altra targeta d'Apple era la targeta Apple II Profile. Aquesta targeta es connectava al disc dur Apple Profile que va ser originalment dissenyat per a l'Apple III. Va estar disponible primer a la configuració de 5 MB i després a 10 MB d'emmagatzematge.

### Fi de l'Apple II
Al voltant de 1986 la línia de productes Apple Macintosh d'Apple eclipsar les vendes d'Apple II. Apple continuar venent i brindant assistència al II GS fins a 1992-1993, en gran part a causa del seu ús en escoles. No obstant això, Apple va brindar assistència al IIe fins a 1996, pel fet que molts sistemes de vídeo jocs estaven basats en el mateix xip que el IIe, sent el més notable el NES. L'Apple IIe permetia fer proves del codi del joc més fàcilment que un PC o un Mac

## Màrqueting, publicitat i presència
A Mike Markkula, un venedor retirat de Intel que va proporcionar fons crítics per Apple Computer, li interessava el mercadeig. Des de 1971 fins a 1981 l'agència Registre McKenna es va encarregar de publicitat i mercadeig d'Apple. El 1981, Chiat-Day va adquirir les operacions publicitàries de Registre McKenna i llavors va treballar per Apple. A l'agència Regis McKenna, l'equip assignat per llançar l'Apple II va consistir en Rob Janoff, director d'art, Xip Schafer, redactor i Bill Kelley, executiu de compte.
Janoff va idear el logotip de la poma mossegada. El disseny era originalment de color verd oliva, Steve Jobs va insistir a promoure la capacitat de color de l'Apple II posant els colors de l'arc iris. En la capçalera i la targeta de presentació la a arrodonida del logotip seguia la mossegada en el logo. Aquest logo va ser desenvolupat simultàniament amb un comercial i un fullet. Des de l'Apple II original, Apple ha prestat molta atenció a la qualitat del presència, en part per les preferències i opinions personals per presència i producte final de Steve Jobs. El presència la sèrie d'Apple II era similar, caracteritzat per molt espai net blanc i molt destacat el logotip d'arc iris d'Apple. Apple va utilitzar la font Motte Tekkura fins als anys 80 quan va canviar a Apple Garamond.
La primera publicitat per l'Apple II va ser en l'edició de juliol de 1977 de la revista Byte, dues pàgines completes amb el títol "Introducing the Apple II" (Presentant l'Apple II) i seguit per una tercera pàgina completa que era el full de compra. Després va sortir en l'edició de setembre del mateix any a la revista  Scientific American .
Van venir després ocho comercials de televisió per l'Apple II GS, emfatitzant els beneficis per a l'educació i els estudiants, juntament amb alguns impresos.
Prop del final de 1982, al director d'art Brent Thomas i Steve Hayden de les va ocórrer la idea de fer una campanya publicitària basada en l'oportuna frase "per què 1984 no serà com 1984" fent referència al llibre titulat 1984 de George Orwell. Chiat-Day la va oferir a diversos clients, incloent a Apple, on es va proposar per a ser usat en una publicitat impresa en el Wall Street Journal promocionant l'Apple II. Apple no va estar interessat i la idea va ser arxivada fins a la primavera del 1983, quan es van reunir amb l'equip de màrqueting d'Apple Macintosh.

## Clons

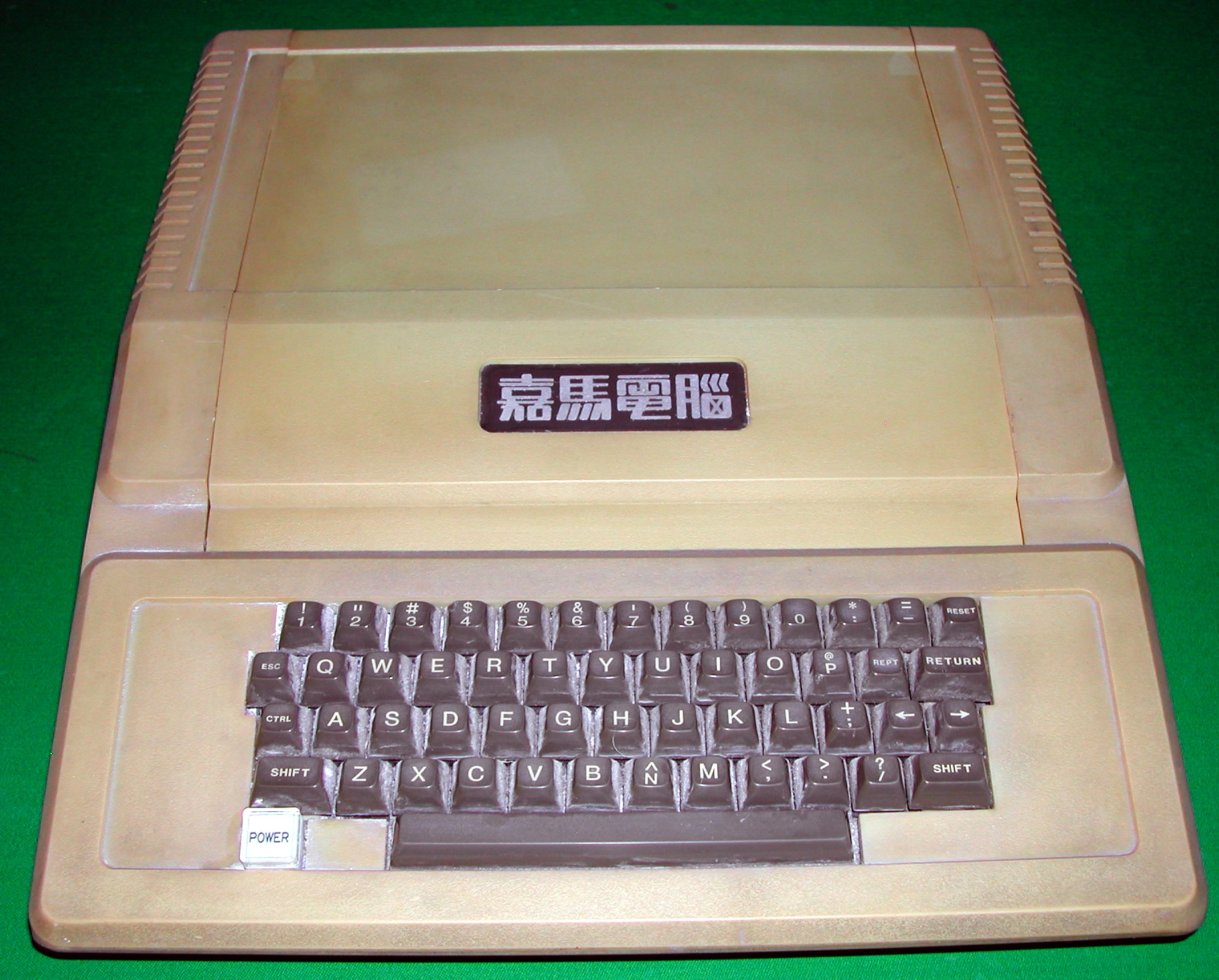
El Jiama (嘉马) SPS-109, un clon taiwanès de l'Apple II. Sembla gairebé idèntic a l'Apple II i II+, i inclou una carcassa, un color i una distribució del teclat idèntics. L'única diferència física apreciable és l'etiqueta, a dalt del teclat, que identifica l'ordinador.

Abans que fos clonat l'IBM PC, l'Apple II va ser clonat amb freqüència, tant en els Estats Units com fora d'ell. Hi ha 181 clons coneguts.
La sèrie Ace de clons d'Apple II, manufacturada per Franklin Computer Corporation és la més coneguda i la que va tenir l'impacte més durador, ja que Franklin va copiar les ROM i el programari d'Apple admetent lliurement. El raonament de Franklin era que la ROM d'un ordinador era simplement un patró d'interruptors fixats en una posició determinada, i un no pot tenir copyright d'un patró d'interruptors. Apple va lluitar amb Franklin per prop de cinc anys per treure els seus clons del mercat, i en última instància va tenir èxit. Més endavant, la companyia va llançar clons que no infringir la ROM d'Apple, però que eren menys compatibles amb els ordinadors d'aquesta.
Apple també va qüestionar l'ordinador Laser 128 de VTech, un clon millorat l'Apple IIc comercialitzat a 1984. Aquest desafiament legal va acabar sense èxit per l'Apple, perquè VTech havia fet enginyeria inversa en el Monitor de la ROM en lloc de copiar-les, i s'havia llicenciat la ROM de l'Applesoft BASIC al seu creador Microsoft. Increïblement Apple havia descuidat obtenir els drets exclusius per al dialecte Applesoft. El Laser 128 va provar ser popular i va romandre en el mercat per molts anys en la seva forma original i en les versions millorades que corrien més ràpid que 1 MHz Encara que no era completament compatible amb l'Apple II, era prou popular perquè la majoria dels desenvolupadors es van adonar que el seu programari funcionés en el Laser. Com que sovint va ser venut via comandes per correu i minoristes de mercaderia massiva com Sears, el Laser 128 va poder haver afectat els competidors de baix cost com ara Commodore Business Machines tant com ho va fer amb Apple.
Mentre que els primers clons de l'Apple II eren generalment còpies exactes dels seus contraparts d'Apple, els clons posteriors tendien a tenir capacitats addicionals, a més de soscavar el preu de l'Apple. Un model d'hora de Franklin, el Ace 1000, suportava un teclat numèric i lletres minúscules molt abans que aquestes característiques van ser afegides a l'Apple IIe. La sèrie Laser 128 és acreditada de vegades de forçar a Apple a llançar l'Apple IIc Plus (la unitat de disc de 3.5 polzades i el processador accelerat eren característiques que el Laser havia iniciat).

## General

### Emmagatzematge de dades

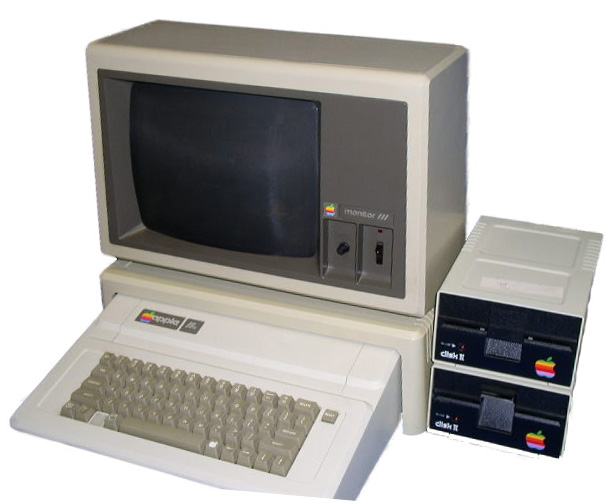
Apple II original. Es mostren, amb l'ordinador, dues unitats de disc flexible originals d'Apple, i un monitor d'Apple.

El Disk II era una unitat per maneig de disquets de 5 ¼ polzades. Els primers sistemes operatius de disc per l'Apple II van ser el DOS 3.1 i el DOS 3.2, que emmagatzemar 113,75 KB en cada disc. Després de prop de dos anys, el DOS 3/3 va ser introduït. Permetia emmagatzemar 140 KB gràcies a un canvi menor en el maquinari del controlador del disc. La comunitat d'usuaris s'abandoni l'ús del DOS 3/2 excepte per córrer programari vell. Proporcionat amb el DOS 3/3 hi havia un programa anomenat Muffin que permetia que els usuaris copiessin fitxers de discs DOS 3/2 a discs DOS 3.3.
El disc DOS 3/3 formatat tenia 35 pistes, cada pista tenia 16 sectors i cada sector tenia 256 byte s de dades, donant un total de 35 x 16 x 256 = 143.360 bytes (140 KB). Les pistes 0, 1 i la major part de la 2 estaven reservades per emmagatzemar el mateix DOS 3.3. La pista 17 va ser reservada per al directori. La pista 17 va ser escollida perquè estava situada al centre del disc de 35 pistes, d'aquesta manera es reduïa el temps mitjà de cerca (seek time) a la freqüentment utilitzada pista del directori.
La majoria dels fabricants de jocs no van incloure el DOS 3.3 en els seus disquets. Ells escrivien els seus propis boot loaders (carregadors d'arrencada) i sistemes de fitxers de només lectura per consumir el mínim d'espai en disc.
Alguns fabricants van vendre unitats controladores de disquets que podien escriure 40 pistes en la majoria dels discos de 5 ¼ polzades, rendint 160 KB d'emmagatzematge per disc, però el format no es va fer de gran públic, i no es coneix cap programari que s'hagi publicat en suport de 40 pistes.
Els últims Apple II podien utilitzar discs de 3 ½ polzades amb una capacitat total de 800 KB. El DOS 3/3 no suportava aquestes unitats nativament. PCalia programari de tercers on els discs més grans de 400 KB van haver de ser dividits en múltiples "volums de disc virtual". El sistema operatiu Prodos va ser creat el 1983, era un descendent del SOS de l'Apple///. Ràpidament es va convertir en el sistema operatiu favorit de l'Apple II gràcies al suport natiu per a volums de fins a 32 MB i pel fet que la popular aplicació AppleWorks ho requeria. Menys comuns, en els primers temps del Prodos, eren alguns ordinadors Apple II equipats amb un disc dur Apple Profile, que tenia una capacitat total de 5 MB. Més endavant, Apple i altres companyies van introduir la targeta d'interfície IDE i SCSI juntament amb discs durs de major capacitat. Un model popular, proveït per tercers, va ser el Sider, de First Class Peripherals, que oferia 10 MB per 695$ un preu increïblement barat per a l'època.

### Explicacions sobre el "II"
El "II" del nom va ser dibuixat alternativament en una varietat de maneres creatives utilitzant símbols de la puntuació. Per exemple, l'Apple II i el l'Apple II "millorat" van ser escrits com Apple ][ i Apple ][+, i el IIc i els models millorats IIe van ser escrits com Apple //c, i Apple //e. Finalment, el II GS i el IIc plus van ser escrits en la forma que s'usa en aquest article.

### Llegat
Avui en dia, fins i tot un PC que funciona amb Microsoft Windows pot emular els models importants d'Apple II amb programari emulador de terminal com AppleWin, copiant el disc a través d'un port sèrie. Tot i així els emuladors no poden córrer programari en mitjans amb protecció anticòpia a menys que sigui remoguda les restriccions de copyright del programari. Estan disponibles lliurement en Internet nombroses imatges de discs per al programari d'Apple II. Hi ha un moviment en marxa per convèncer els propietaris dels drets d'autor de programari clàssic d'Apple II perquè permeten, oficialment, la distribució lliure sense restricció del seu programari.
Un homenatge inusual per l'Apple II és el "hack" anomenat "BSOD" pel protector de pantalles XscreenSaver. El protector de pantalles BSOD duplica l'aparença de les pantalles quan un ordinador s'estavella per als diversos sistemes operatius, incloent la "pantalla blava de la mort", de la qual pren el seu nom ( Blue Screen Of Death). En el cas de l'Apple II, el protector de pantalla emula realment l'exhibició de la pantalla de CRT usada llavors, de manera que la pantalla semblarà crispar mentre que els blocs de text s'encenen i s'apaguen. Un altre mòdul, anomenat "Apple2" mostra un Apple II treballant, començant a utilitzar per escriure i córrer tres diferents programes de BASIC, també amb l'emulació del CRT, i fins i tot amb errors tipogràfics o "errors de sintaxi".

### Impacte en la indústria
És difícil estimar l'enorme impacte que la família d'ordinadors Apple II ha tingut en el negoci mundial i, especialment, en la indústria de la tecnologia. L'Apple II va ser la primera computadora que la majoria de la gent havia vist en la seva vida, i que podia ser comprada, pel seu baix cost, per les famílies de la classe mitjana. La seva popularitat va iniciar el mercat sencer dels jocs d'ordinador, el mercat del programari educatiu, un creixement explosiu en el mercat del processament de textos i el mercat de les impressora s, i l'absoluta "aplicació assassina" per als negocis, VisiCalc, el primer full de càlcul del món. Per si mateix, el VisiCalc va vendre molts Apple II a molta gent de negocis. D'altra banda, l'èxit en el mercat casolà va inspirar la creació de molts altres ordinadors casolans barats com ara el VIC-20 (1980) i el Commodore 64 (1982), que a través dels seus significatius preus baixos introduir els ordinadors a diversos milions d'usuaris casolans, prenent alguna cosa de la quota de mercat de l'Apple en el procés.
L'èxit de l'Apple II va esperonar a IBM per crear l'IBM PC, que llavors va ser comprat pels gerents mitjans en totes les línies de negoci per a executar programes de full de càlcul i processament de textos, que al principi van ser simples traduccions de les versions de l'Apple II, i més endavant van inspirar tot un conjunt de noves franquícies d'aplicacions de programari. La forta popularitat d'aquestes PC i els seus clons van tornar a transformar els negocis de nou, amb aplicacions de xarxes locals com ara l'e-mail i l'ús més recent de les PC per tenir accés a Usenet i a la World Wide Web.
Una lliçó valuosa de les primeres computadores Apple II va ser la importància d'una arquitectura oberta per a una plataforma d'ordinador. Les ranures d'expansió de l'Apple II, al permetre que qualsevol targeta perifèrica prengués el control del bus, activar una indústria independent de fabricants de targetes que junts van crear una inundació de productes de maquinari que li van donar oportunitat als usuaris de construir sistemes que eren molt més poderosos, útils, ia un cost menor que el que hauria passat si Apple hagués mantingut el seu sistema completament propietari. Apple va decidir no crear una arquitectura oberta amb els primers models del Macintosh, i això àmpliament s'ha vist com una cosa que va dificultar el seu èxit potencial. Mentrestant, IBM havia creat el seu IBM PC amb una arquitectura oberta, que el va estimular a l'èxit, encara que al final la seva arquitectura oberta va permetre que els clons fossin manufacturats per competidors que s'iniciaven com Compaq, dell, Gateway, i un nombre incomptable d'altres fabricants, conduint eventualment l'abandonament per part d'IBM del negoci de computadors personals, la qual ven la seva divisió PC a 2005.